# Кизилдіхан (Казигуртський район)
Кизилдіха́н (каз. Қызылдихан) — село у складі Казигуртського району Туркестанської області Казахстану. Входить до складу Турбатського сільського округу.
У радянські часи село було частиною села Турбат, також було приєднано село Коктобе.
Населення — 1855 осіб (2021; 1415 у 2009, 1716 у 1999, 1179 у 1989).